# Козий, Роман Степанович
Роман Степанович Козий (укр. Роман Степанович Козій; 1937—2011) — советский и украинский тренер и педагог, Заслуженный тренер Украинской ССР (1972).
Автор более 60 работ в области методики тренировок в легкой атлетике и здорового образа жизни.

## Биография
Родился 1 апреля 1937 года в польском городе Любачув.
В 1961 году окончил Львовский государственный институт физической культуры. В 1961—1962 годах преподавал в городе Калуше в ДЮСШ спортивного общества «Авангард»; в 1962—1974 годах — преподаватель в Калушском химико-технологическом техникуме, где начал тренировать будущего Заслуженного мастера спорта СССР — Евгения Аржанова.
С 1974 года Козий работал в родном вузе в качестве преподавателя кафедры лёгкой атлетики. С 1976 года — старший преподаватель, а с 1997 года — доцент этой же кафедры. Одновременно с 1986 года и до конца жизни он работал тренером Львовской областной школы высшего спортивного мастерства.
Умер 12 августа 2011 года во Львове.